# Pipiza moerens
Pipiza moerens är en tvåvingeart som först beskrevs av Carl Ludwig Doleschall 1858.  Pipiza moerens ingår i släktet gallblomflugor, och familjen blomflugor. Inga underarter finns listade i Catalogue of Life.